# Приволчанское
Приволчанское (укр. Привовчанське) — село,
Приволчанский сельский совет,
Павлоградский район,
Днепропетровская область,
Украина.
Код КОАТУУ — 1223587201. Население по переписи 2001 года составляло 918 человек .
Является административным центром Приволчанского сельского совета, в который, кроме того, входит село
Малоалександровка.

## Географическое положение
Село Приволчанское находится на левом берегу реки Волчья, в месте впадения в неё реки Малая Терса,
выше по течению на расстоянии в 5 км расположено село Троицкое,
ниже по течению на расстоянии в 2 км расположено село Малоалександровка.
Рядом проходит автомобильная дорога Т-0408.

## История
- В 1857 году село Приволчанское стало собственностью помещика Дашкова. В это время село имело название Прусенково.
- В 1900 году в селе было 150 дворов.
- В 1905 году в честь сына Александра ІІІ село Прусенково помещики Батюшковы переименовали в село Алексеевка.

## Экономика
- «Приволчанская», агрофирма, ООО.
- «Возрождение», ООО.
- «Джерело», ООО.

## Объекты социальной сферы
- Школа.
- Детский сад.
- Фельдшерско-акушерский пункт.
- Дом культуры.

## Достопримечательности
- Братская могила советских воинов.